# Сутність (Цілком таємно)
Сутність (англ. Essence) — 20-й епізод восьмого сезону серіалу «Цілком таємно». Епізод належить до «міфології серіалу» і надає можливість ліпше з нею ознайомитися. Прем'єра в мережі «Фокс» відбулася 13 травня 2001 року.
У США серія отримала рейтинг Нільсена, рівний 7.7, це означає — в день виходу її подивилися 12.8 мільйона глядачів.

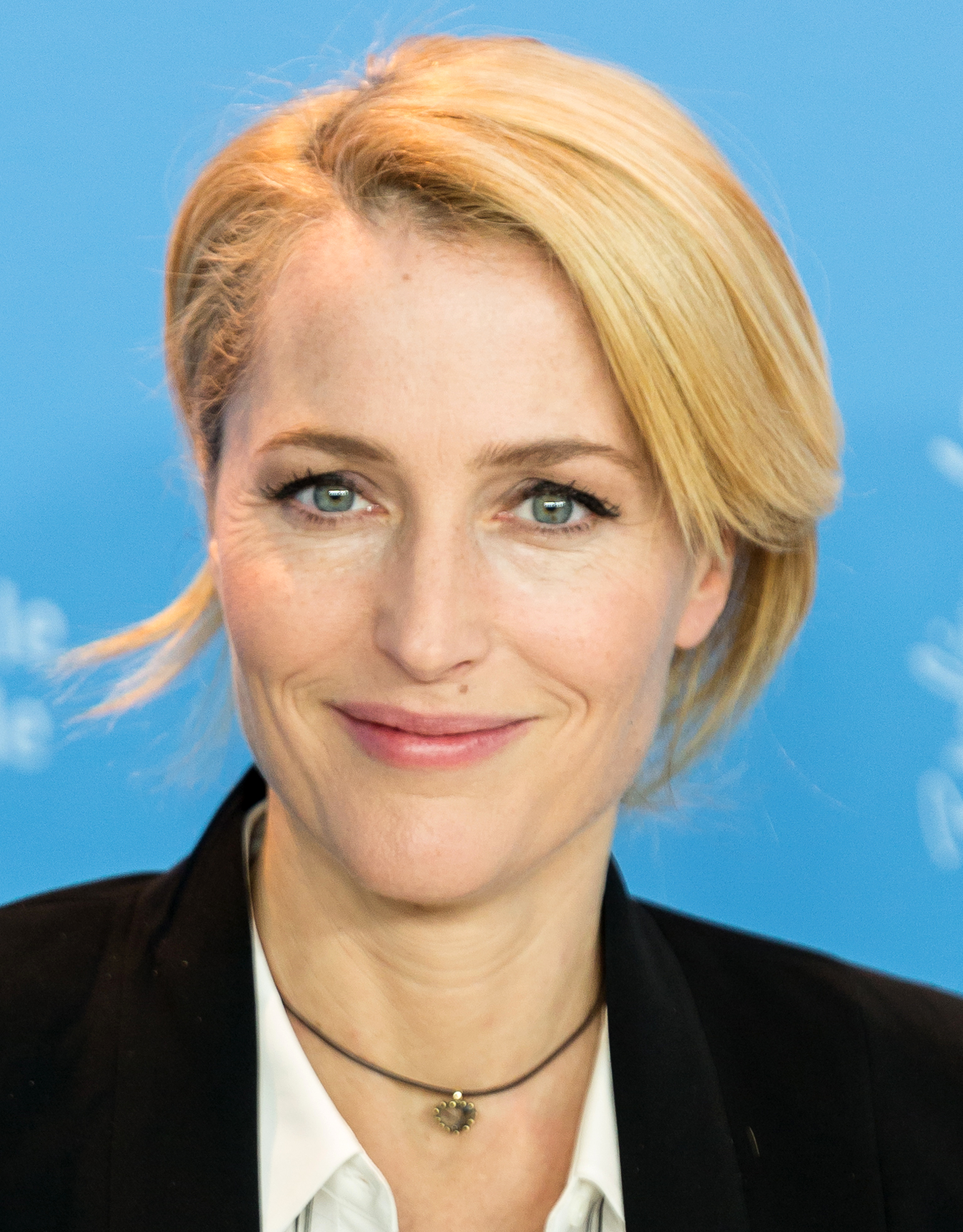

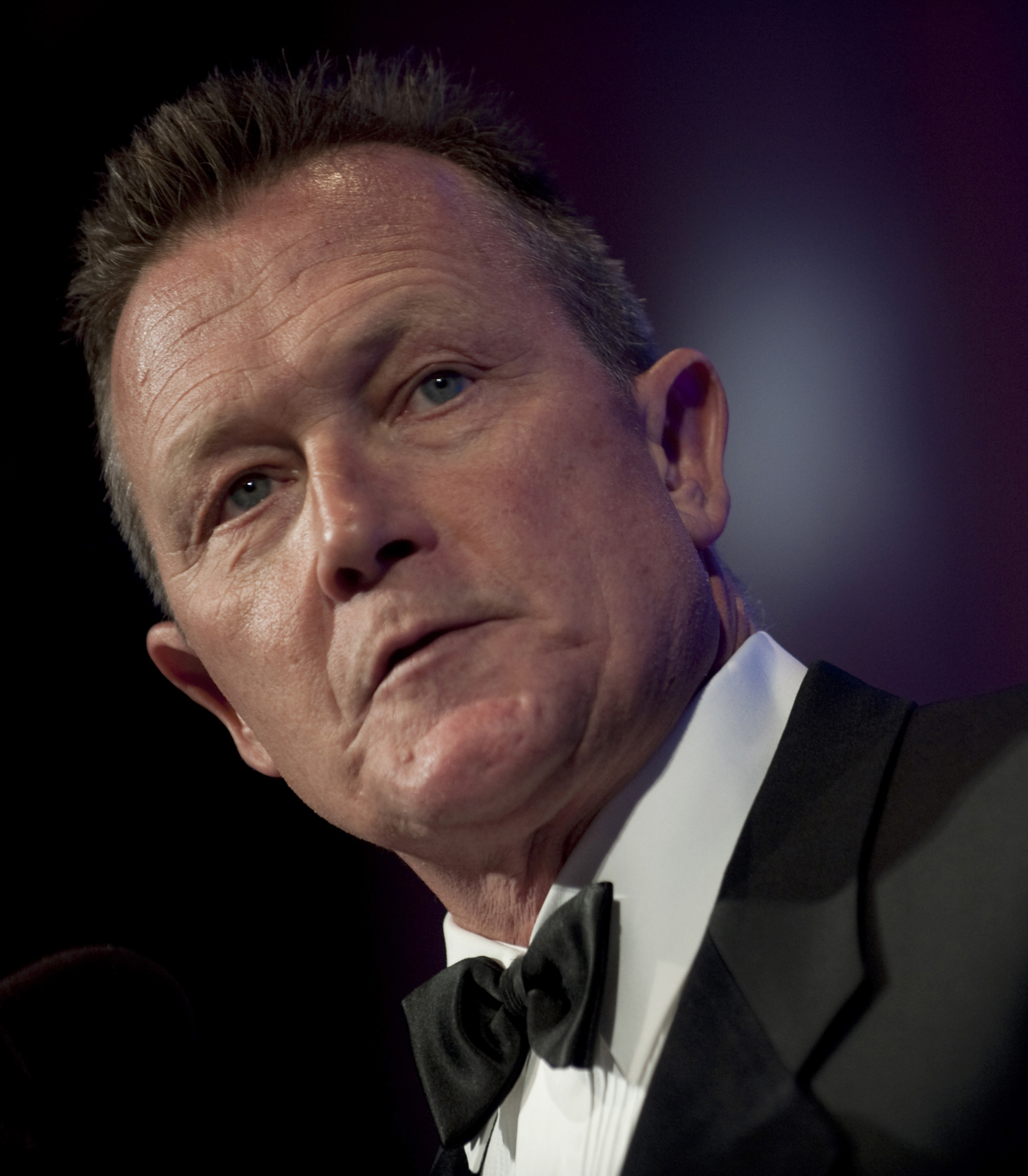

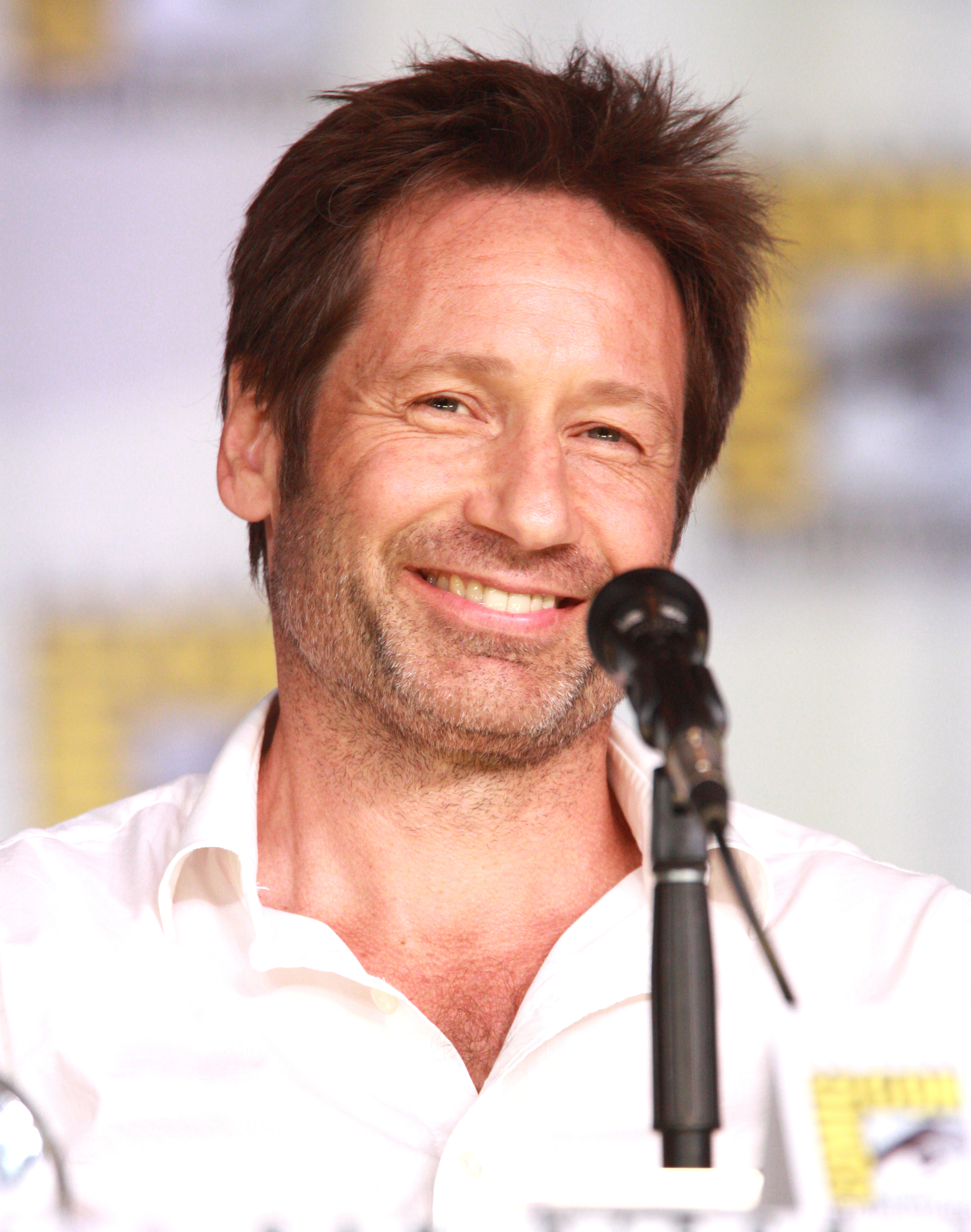

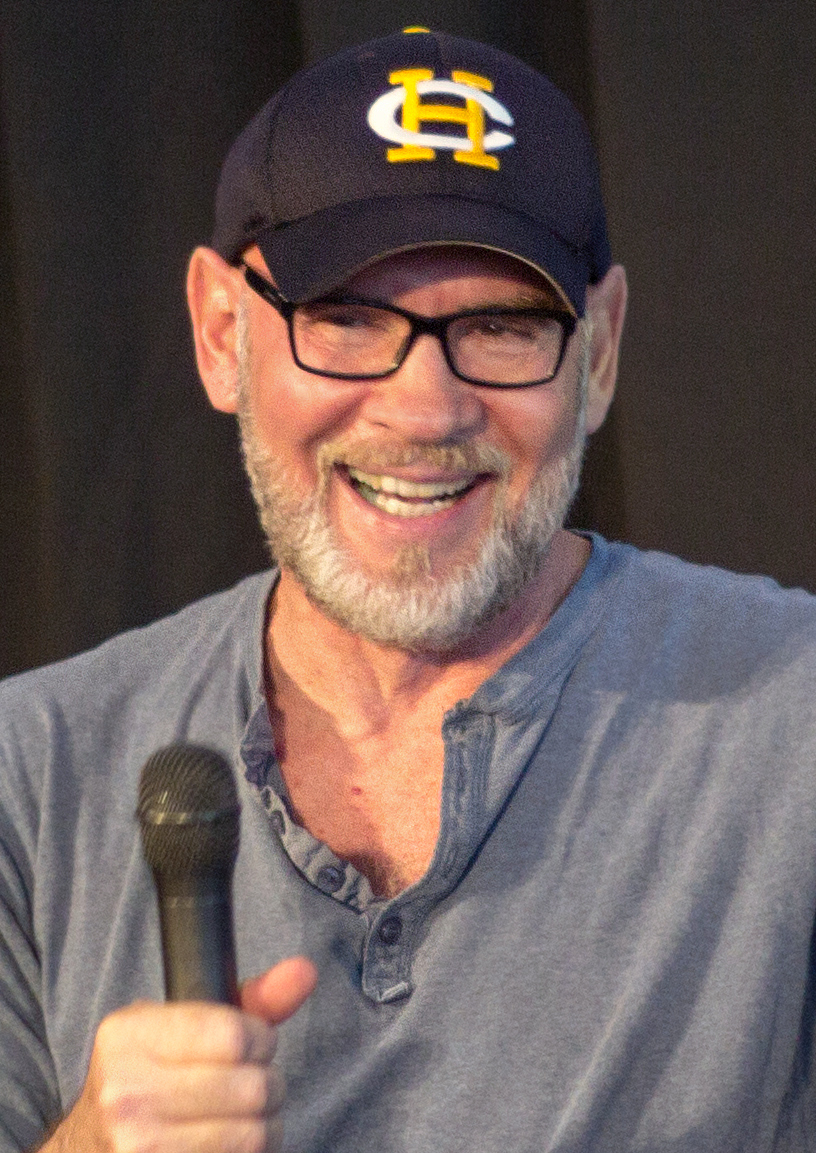

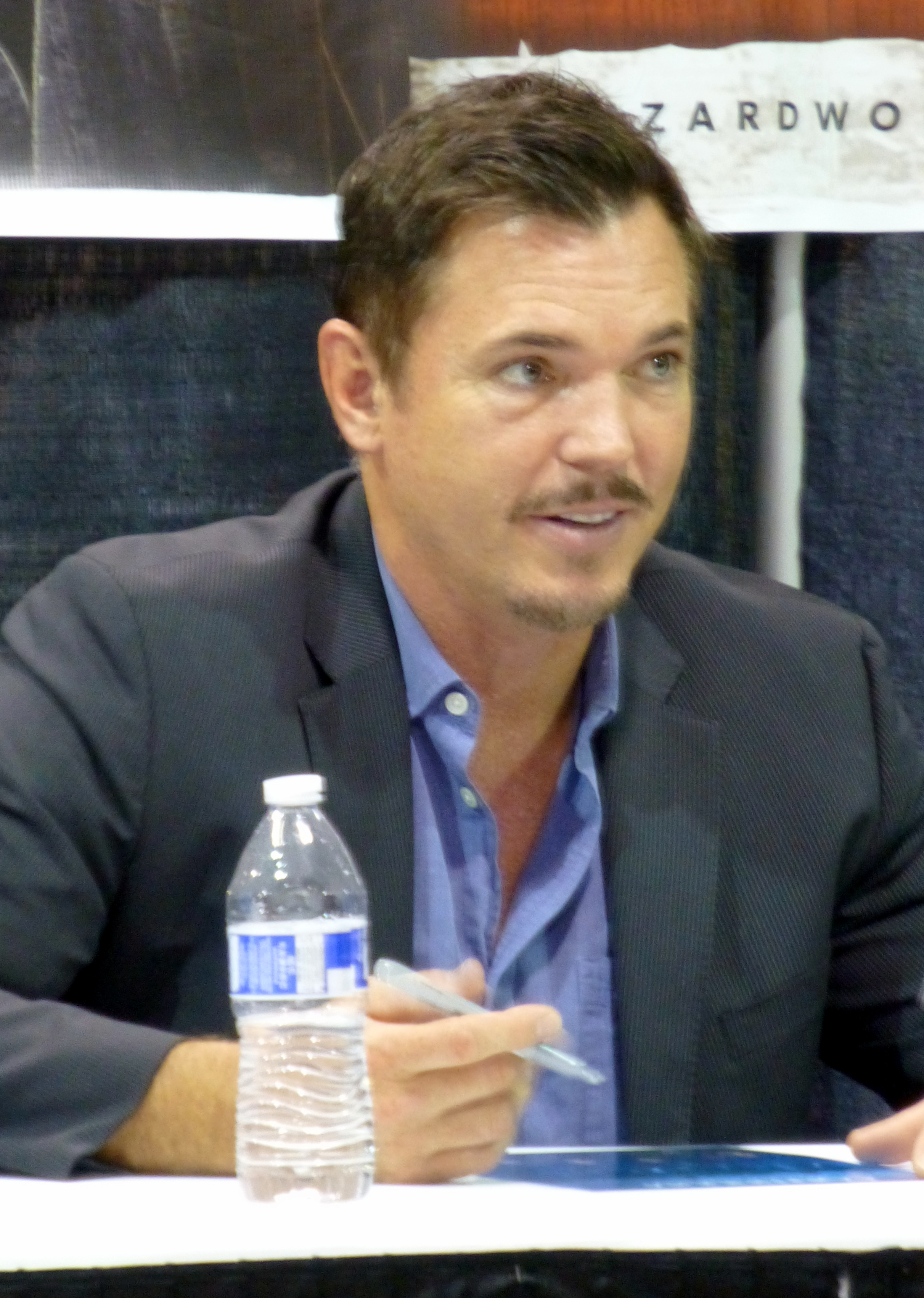

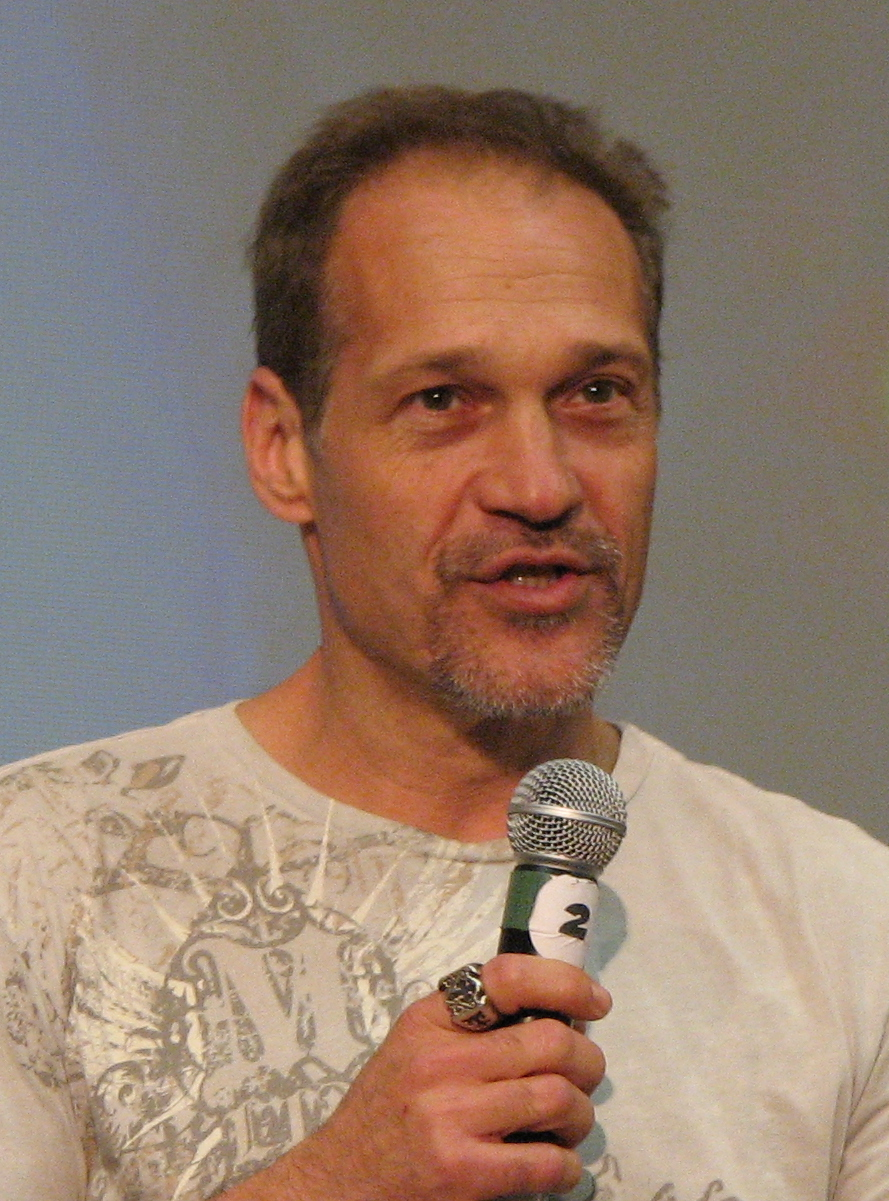

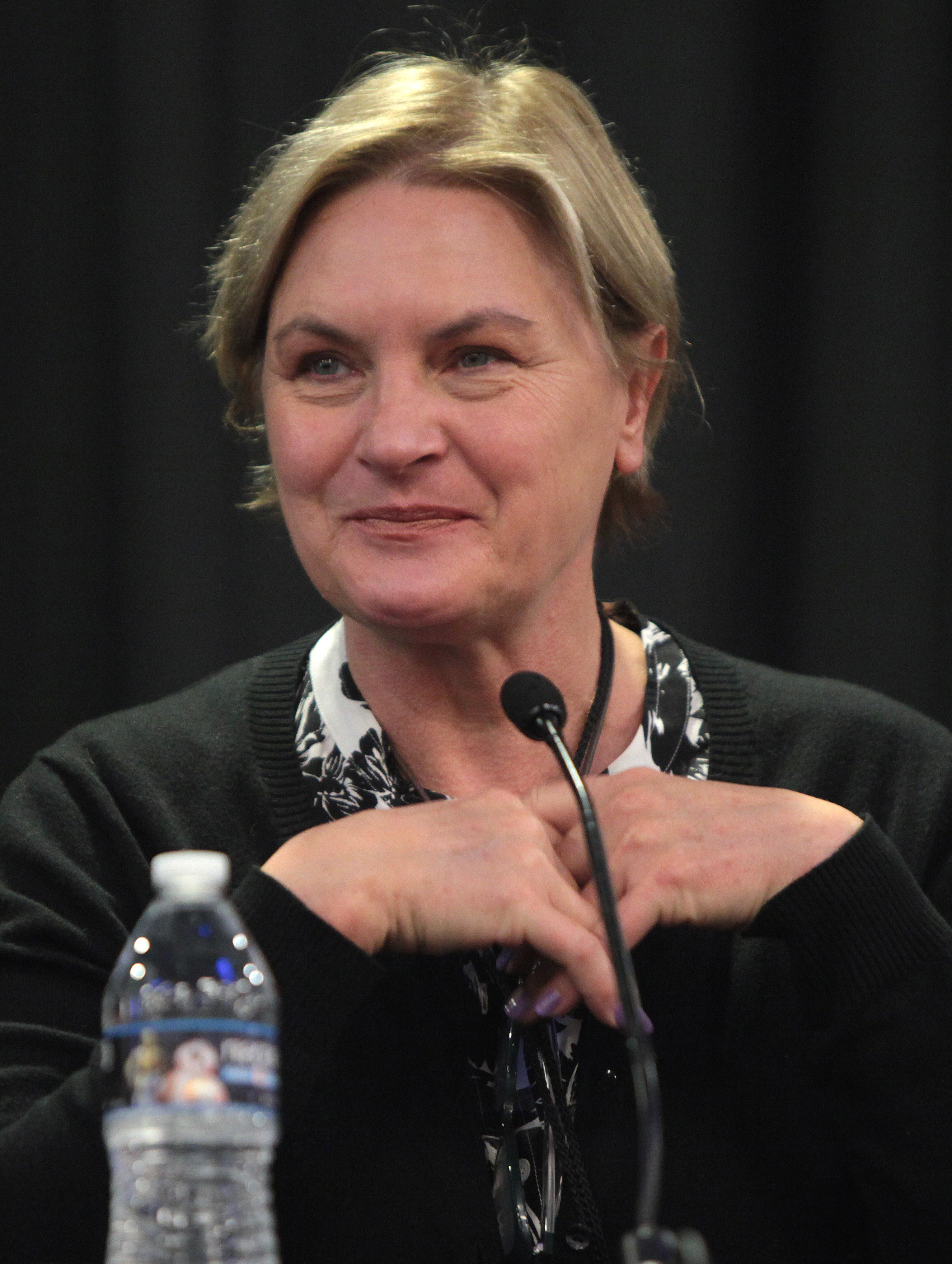

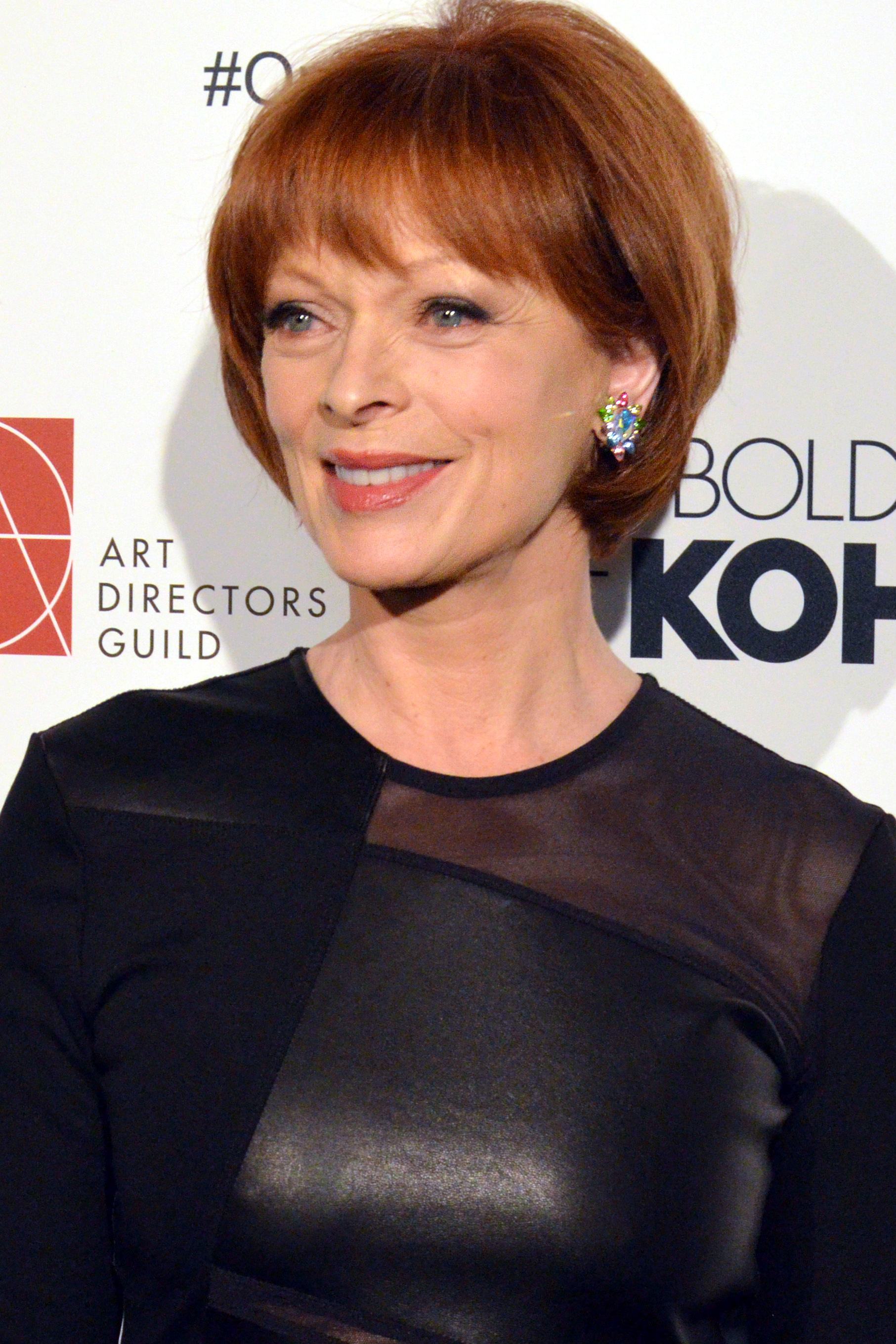

Малдер, Скіннер і Доггетт мають справу з жахливими наслідками пакту Синдикату із інопланетянами, коли на їхньому шляху встає Біллі Майлз, перепрограмований на солдата із завданням знищити всі свідчення експериментів, включаючи ще не народжену дитину Скаллі. Вони викликають Моніку Рейєс на допомогу.

## Зміст
Істина поза межами досяжного
Закадровий голос Фокса Малдера розмірковує над чудом зачаття і створенням нової істоти.
Готуючись до народження дитини Дейни, її мати Маргарет запрошує жінку Ліззі Гілл, щоб допомогти Скаллі упорядкувати її квартиру. Без відома Скаллі, Гілл змінює в домашній аптечці якісь ліки. Тим часом Біллі Майлз, незадоволений дослідженнями, проведеними в «Zeus Genetics», вбиває головного вченого доктора Лева і спалює лабораторію. Усі докази в «Zeus Genetics» знищені, включаючи життєздатний гібридний плід. Фокс Малдер повідомляє Джону Доггетту про цю пожежу і просить піти разом для огляду місця злочину. Малдер з'ясовує, що доктор Лев пов'язаний з колишнім акушером Скаллі, доктором Паренті. Під час обшуку в офісі Паренті агенти знаходять інше сховище з гібридними плодами. Вони сперечаються з Паренті, який все заперечує.
Повернувшись до квартири Скаллі, Гілл йде удень. Вона сідає в автомобіль, яким керує Даффі Гаскелл, і каже йому, що думає — Скаллі їй довіряє. У лабораторії агент Крейн висміює Доггетта за те, що він мав справу з Малдером. Малдер і Доггетт повертаються до офісу Паренті, під час цього з'являється Майлз і обезголовлює доктора. Коли вони входять в офіс Паренті, то двері там зламані. Доггетт знаходить чоловічу голову в скляній ємності. Фокс стикається з Майлзом — Малдера кидає крізь скляний бар'єр, а Доггетт стріляє в нього кілька разів без видимого ефекту. Майлз покидає приміщення. Агенти йдуть до дому Скаллі, Дейна накладає Фоксу шви. Гілл заходить під час розмови і швидко йде геть — насправді підслуховує й зв'язується з Гаскеллом, який перебуває в нелегальному об'єкті для клонування людини. В цей час приходить Майлз і обезголовлює Гаскелла.
Доггетт, Малдер і Скіннер оглядають місце вбивства Гаскелла. Скіннер повідомляє Доггетту — Лео і Паренті спостерігали за розвитком вагітності Скаллі. Під час розмови із Скіннером Малдер дзвонить до Скаллі з Волтерового телефона. Скаллі застає Гілл під час заміни її ліків. Пізніше Гілл зізнається, що вона разом з Гаскеллом та іншими спостерігала за вагітністю Скаллі в рамках планів інопланетних колоністів. Однак вона каже агентам, що дитина Скаллі — досконаліша за звичайну людину але без людських слабкостей. Малдер, побоюючись за безпеку Скаллі, готується забрати її з лікарні. Доггетт і Крейн отримують дзвінок від Майлза, який стверджує, що хоче здатися, але це відволікаючий маневр. Натомість Майлз йде за Скаллі, якраз тоді, коли вона та Малдер тікають. Оскільки Майлз збирається зловити Малдера і Скаллі, Алекс Крайчек збиває його автівкою і відводить до Доггетта та Скіннера, якраз перед тим, як Майлз піднявся з бруківки.
Крайчек стверджує, що Майлз є одним з інопланетян нового типу, які намагаються знищити здатність людства вижити під час вторгнення, включаючи дитину Скаллі, яка, як стверджує Алекс, є особливою, якої інопланетяни бояться. Малдер каже Доггетту послати по допомогу. Моніка Рейєс прибуває, коли Майлз з'являється в будівлі Дж. Едгара Гувера. Скаллі встигає повернутися у ліфт за допомогою Крайчека, Доггетта і Рейєс. Охороняти Дейну доручають Крайчеку. Малдер і Скіннер виводять Майлза на дах, де Фокс штовхає його в чекаючий сміттєвоз, який потім утрамбовує його. Скаллі виїздить із Рейєс. Після падіння Майлза Крейн пропускає автівку з утікачками, а потім повертається. На спині Крейна видно хребцеві гребені суперсолдата.

## Зйомки
«Сутність» написана творцем серіалу Крісом Картером. Епізод, який був першою частиною мінісеріалу і завершився фіналом сезону «Існування», його сюжет був написаний у період невизначеності щодо подальшої долі серіалу. Ближче до кінця восьмого сезону було незрозуміло, чи продовжиться серіал на дев'ятий. Картер деякий час наполягав, що не продовжить серіал без виконавця головної ролі Девіда Духовни. Однак Духовни заявив, що після закінчення восьмого сезону назавжди покине «Цілком таємно». Крім того, у кінці восьмого сезону закінчився контракт з Джилліан Андерсон. Андерсон висловила зростаючу незацікавленість серіалом з початку восьмого сезону, сказавши: «Для багатьох людей, яким не подобається їхня робота, є можливість залишити роботу, у мене немає такої можливості.» Андерсон назвала той факт, що «вісім років — це довгий термін» як фактор, що сприяв її байдужості. Однак Картер незабаром змінив свою позицію і оголосив, що залишиться в серіалі і продовжить, лише якщо Андерсон погодиться зробити ще один сезон. Зрештою, «Фокс» запропонував Андерсон «щедрий» стимул залишитися, що призвело до появи Картера і Андерсона в наступному сезоні.
В епізоді відбувається повернення Ніколаса Ліа в ролі Алекса Крайчека. У попередніх епізодах Крайчек був одним із головних антагоністів серіалу. Однак у «Сутності» він тимчасово переходить на іншу сторону. Ліа так пояснює мотивацію персонажа: «Наприкінці він усвідомлює, що цілком можливо — світ може повністю зруйнуватися — тоді він зацікавлений, щоб цього не сталося. Саме тоді він починає давати інформацію для Малдера, щоб Фокс міг її використати».

## Показ і відгуки
«Сутність» вперше вийшла на телеканалі «Fox» 13 травня 2001 року. Епізод отримав рейтинг Нільсена 7,7, що означає — його бачили 7,7 % домогосподарств країни. Його переглянули 7,87 мільйона домогосподарств і 12,8 мільйона глядачів. У Великій Британії та Ірландії епізод вперше з'явився на телебаченні 28 червня 2001 року — на «Sky One» і був третім за кількістю переглядів того тижня, отримавши 0,65 мільйона глядачів. «Fox» рекламував цей епізод за допомогою плаката, що пародіює фільм жахів 1968 року «Дитина Розмарі». Слоган епізоду: «У Скаллі народилася дитина». Згодом епізод був включений до «The X-Files Mythology, Volume 4 — Super Soldiers», колекції DVD, яка містить епізоди, пов'язані з сюжетною лінією інопланетних суперсолдатів.
«Сутність» отримала переважно позитивні відгуки критиків. Зак Гендлен з «The A.V. Club» нагородив епізод оцінкою «B+», зазначивши, що — хоча більша частина епізоду була «розмитою», вона, тим не менш, захоплююча. Гендлен вітав «чудове відчуття мети, яке наростає до гарчого, що робить питання про те, хто саме чого хоче, майже нерелевантним». Хоча він висловив песимістичний погляд на міфологію серіалу в цілому, Гендлен дійшов висновку, що цілеспрямованість восьмого сезону, як показано в «Сутності», зробила епізод успішним. Джордж Авалос і Майкл Лідтке з «East Bay Times» похвалили епізод, написавши: «де були такі чудові епізоди, як („Essence“) за останні два роки?» Том Кессеніч у книзі «Екзаменації» надав цьому епізоду в основному позитивну рецензію. Вихваляючи сюжетну лінію, він зазначив, що «завдяки „Essence“ я знову став віруючим». Гаррет Вігмор з «TV Zone» позитивно ставився як до «Essence», так і до «Existence». Вігмор поставив епізодам оцінку 9 з 10 і написав, що «причина того, що ці дві частини працюють, полягає в тому, що їх сюжет досить простий, щоби глядачі все ще могли впоратися». Джессіка Морган з «Телебачення без жалю» присудила епізоду оцінку B+.
Не всі відгуки були такими позитивними. Роберт Ширман і Ларс Пірсон у книзі «Хочемо вірити — путівник з Цілком таємно, Мілленіуму і Самотніх стрільців» поставили епізоду більш неоднозначну зірку з п'яти. Оглядачі посилалися на велику кількість діалогів і химерну характеристику, зокрема той факт, що «зазвичай є один агент ФБР настільки злий, що він перебиває… тільки для того, щоб його зупинив спокійніший колега» — як недоброзичливців. Ширман і Пірсон, однак, похвалили останні десять хвилин, відзначивши, що заключний акт був «настільки гарним…, що майже компенсує епізод, який, на жаль, повертається до стилю традиційного викладу міфів». Пола Вітаріс з «Cinefantastique» надала епізоду різку рецензію і не присудила йому жодної зірок із чотирьох. Вона різко висміювала сюжет, зазначивши, що цей епізод перетворив Скаллі на "пасивну, переважно мовчазну Діву Марію, яка ось-ось народить… Ісуса Христа ". Вона дійшла висновку, що цей епізод «підняв (мізогінію) на абсолютно новий рівень».

## Знімалися
| Актор             | Роль            |
| ----------------- | --------------- |
| Девід Духовни     | Фокс Малдер     |
| Роберт Патрік     | Джон Доггетт    |
| Джилліан Андерсон | Дейна Скаллі    |
| Ніколас Ліа       | Алекс Крайчек   |
| Аннабет Гіш       | Моніка Рейєс    |
| Мітч Піледжі      | Волтер Скіннер  |
| Френсіс Фішер     | Ліззі Гілл      |
| Джей Аковоне      | Даффі Гаскелл   |
| Кірк Б. Р. Воллер | Джейн Крейн     |
| Шейла Ларкен      | Маргарет Скаллі |
| Закарі Енслі      | Біллі Майлз     |
| Девід Пурдем      | доктор Лев      |
| Деніс Кросбі      | Мері Спейк      |